# Costa d'Avorio ai Giochi della XXVII Olimpiade
La Costa d'Avorio partecipò ai Giochi della XXVII Olimpiade, svoltisi a Sydney, Australia, dal 15 settembre al 1º ottobre 2000, con una delegazione di 14 atleti impegnati in cinque discipline.